# Laura Palmer (singolo)
Laura Palmer è un singolo del gruppo musicale britannico Bastille, pubblicato il 31 maggio 2013 come quinto estratto dal primo album in studio Bad Blood.

## Descrizione
La canzone, così come il titolo, narra la storia dell'omonimo personaggio protagonista del noto telefilm I segreti di Twin Peaks, infatti la musica è stata definita inquietante proprio come la storia del telefilm.

## Accoglienza
Lewis Corner di Digital Spy Blog ha dato alla canzone una recensione positiva, affermando:

## Video musicale
Il videoclip, pubblicato su YouTube l'11 aprile 2013, rappresenta Smith che viene catturato mentre gira il video.

## Tracce
Download digitale
1. Laura Palmer – 3:06
2. Thinkin 'Bout You (feat. O.N.E.) – 3:05
3. Laura Palmer (RAC Mix) – 3:11
4. Laura Palmer (Imagine Dragons Remix) – 3:49
5. Laura Palmer (Kat Krazy Remix) – 3:32

7" (Regno Unito)
- Lato A

1. Laura Palmer – 3:06

- Lato B

1. Thinkin 'Bout You (feat. O.N.E.) – 3:05

## Formazione
- Dan Smith – voce, tastiera, pianoforte, programmazione
- William Farquarson – basso
- Mark Crew – tastiera, programmazione
- Sophie Lockett – violino
- Juliet Lee – violino
- Willemijn Steenbakkers – violino
- Alexandra Urquhart – viola
- Richard Phillips – violoncello
- Verity Evanson – violoncello